# TR2
TR2とは、2002年4月1日から2005年9月30日までJ-WAVEが月曜-木曜 26:00-28:00、金曜 26:00-29:00（火曜-金曜 2:00-4:00、土曜 2:00-5:00）に放送していたラジオ番組。
Across The Viewの放送時間帯が変更されたあと、長らく音楽主体の番組を放送していた時間であったが、「アーティストDJ番組」であるRADIO CHAMPを経て、2002年4月からトーク主体の番組であるTR2を放送するようになった。ちなみにTR2とはThe Random Radioの略である。2005年9月30日の深夜をもって番組終了となり、同時に終了したSOUL TRAINとともに平日深夜の時間帯の番組枠が整理され、NIGHT STORIESに引き継がれることとなった。

## 歴代ナビゲーター（DJ）・出演者

### 2002年度
- 月曜：石川實
- 火曜：PUSHIM
- 水曜：関口泰正（雑誌編集者）
- 木曜：YUKI （2002年4月-2002年9月）

月替わりナビゲーター（2002年10月-2003年3月）
AI、RIKO（2002年10月）
リリー・フランキー、園田敦史（ゾノネム）（2002年11月）
高宮マキ（2002年12月）
日之内絵美（2003年1月）
ピエール瀧（電気グルーヴ）（2003年2月）
井上三太（漫画家）（2003年3月）
- 金曜：竹内亜矢子（コレオグラファー）

FRIDAY PARTY〜TOKYO FUNKADELUXE〜

### 2003年度
- 月曜：AI、RIKO（2003年4月-2003年9月）

くるり（2003年10月-）
- 火曜：安斎肇、みうらじゅん
- 水曜：リリー・フランキー、ゾノネム（園田敦史）

2003年5月以降、安めぐみがゲストから昇格し、アシスタントとして加わる
- 木曜：ブライアン・バートン＝ルイス（2003年4月-9月）
- 金曜：竹内亜矢子（コレオグラファー）＋ゲストナビゲーター（2003年4月-9月）

ブライアン・バートン＝ルイス（2003年10月-）

### 2004年度
- 月曜：くるり（-2005年3月）
- 火曜：安斎肇、みうらじゅん（-2005年3月、2005年4月より土曜夜26:00-28:00にGOLDEN TIMEとして移動）
- 水曜：リリー・フランキー、安めぐみ、ゾノネム（園田敦史）
- 木曜：山口智充（DonDokoDon）
- 金曜：ブライアン・バートン＝ルイス（-2004年9月）

小宮山雄飛（ホフディラン）（2004年9月-）

### 2005年度
- 月曜：山口智充（DonDokoDon）　（2005年10月よりROCK'NTALK FESTIVALを担当）
- 火曜：松本素生（GOING UNDER GROUND）　（2005年10月よりポッドキャスティング配信番組「元TR2」を担当）
- 水曜：リリー・フランキー、安めぐみ、ゾノネム（園田敦史）

（リリーは2005年10月よりNIGHT STORIESの木曜を担当）
- 木曜：スネオヘアー（2005年10月よりOH! MY RADIOの水曜を担当）
- 金曜：小宮山雄飛（ホフディラン）